# دوروثي كلارك ويلسون
دوروثي كلارك ويلسون (بالإنجليزية: Dorothy Clarke Wilson)‏ (1904، غاردينر في الولايات المتحدة - 2003، أورونو في الولايات المتحدة)؛ روائية أمريكية.